# She Was Pretty
She Was Pretty (hangul: 그녀는 예뻤다; RR: Geunyeoneun Yeppeodda) är en sydkoreansk TV-serie som sändes på MBC från 16 september till 11 november 2015. Hwang Jung-eum, Park Seo-joon, Go Joon-hee och Choi Siwon spelar i huvudrollerna.

## Rollista (i urval)
- Hwang Jung-eum - Kim Hye-jin
- Park Seo-joon - Ji Sung-joon
- Go Joon-hee - Min Ha-ri
- Choi Siwon - Kim Shin-hyuk